# China Railways DF8 sorozat
A China Railways DF8 egy kínai C-C tengelyelrendezésű dízelmozdony-sorozat. A China Railways üzemelteti. Összesen több mint 700 db készült belőle. Tehervonatok vontatására használják.

## Modellek

### DF8
Az első generációs DF8-nak egy 3310 kW-os 16V280ZJ típusú motorja van.

### DF8B
A második generációs DF8B-nek egy 3680 kW-os 16V280ZJA típusú motorja van. A gyártás 1997-ben indult és napjainkban is tart. 12 db DF8B-t exportáltak Venezuelába, ezeknek a neve DF8Bven.
Ziyang készített egy speciális DF8B-t, amelyet eredetileg használtak a Csinghaj–Tibet-vasútvonalon. Pályaszáma DF8DJ-0001. Ez a mozdony kapott egy Caterpillar 3516 típusú 6500 lóerős motort és hat AC motort. Ez a gép most a Xiyan vonalon közlekedik.

### DF8BJ
A DF8BJ sorozatnak 16V280ZJG típusú motorja van, amely 4000 kW-os, GTO VVVF invertere és AC motorjai. A Ziyang gyártotta. Ezek a Csinghaj–Tibet-vasútvonalon közlekednek.